# Llista de topònims d'Ivars d'Urgell
Llista de topònims (noms propis de lloc) del municipi d'Ivars d'Urgell, a Pla d'Urgell
Informació actualitzada per un bot. Els canvis manuals es perdran quan s'actualitzi!

## cabana
| imatge | Nom                | Ubicat a       | instància de | Detalls | coordenades                                                          | Protecció | Commons (més fotos) | Dades a WD                    |
| ------ | ------------------ | -------------- | ------------ | ------- | -------------------------------------------------------------------- | --------- | ------------------- | ----------------------------- |
|        | cobert del Morros  | Ivars d'Urgell | cabana       |         | 41° 41′ 53″ N, 0° 57′ 35″ E / 41.6980569693147°N,0.959681193744975°E |           |                     | Modifica les dades a Wikidata |
|        | cobert del Panxeta | Ivars d'Urgell | cabana       |         | 41° 40′ 37″ N, 0° 59′ 05″ E / 41.6769631804074°N,0.984650668469432°E |           |                     | Modifica les dades a Wikidata |
|        | cobert del Serra   | Ivars d'Urgell | cabana       |         | 41° 40′ 57″ N, 0° 56′ 57″ E / 41.6826322225394°N,0.949247728136899°E |           |                     | Modifica les dades a Wikidata |

## casa
| imatge | Nom                             | Ubicat a       | instància de | Detalls                     | coordenades                                                                            | Protecció                                  | Commons (més fotos)             | Dades a WD                    |
| ------ | ------------------------------- | -------------- | ------------ | --------------------------- | -------------------------------------------------------------------------------------- | ------------------------------------------ | ------------------------------- | ----------------------------- |
|        | Cal Sant                        | Ivars d'Urgell | casa         | Estil: arquitectura barroca | 41° 40′ 58″ N, 0° 59′ 09″ E / 41.6827°N,0.98586°E ca:Plaça Doctor Segarra              | bé integrant del patrimoni cultural català | Cal Sant (Ivars d'Urgell)       | Modifica les dades a Wikidata |
|        | Cal Segarreta                   | Ivars d'Urgell | casa         | Estil: arquitectura barroca | 41° 40′ 58″ N, 0° 59′ 05″ E / 41.6827°N,0.98481°E ca:Placa de l'Homenatge a la Vellesa | bé integrant del patrimoni cultural català | Cal Segarreta (Ivars d'Urgell)  | Modifica les dades a Wikidata |
|        | Graner del Senyoriu de Montaler | Ivars d'Urgell | casa         |                             | 41° 40′ 58″ N, 0° 59′ 07″ E / 41.68274°N,0.98522°E                                     | bé integrant del patrimoni cultural català | Graner del Senyoriu de Montaler | Modifica les dades a Wikidata |

## entitat singular de població
| imatge | Nom            | Ubicat a       | instància de                                   | Detalls                           | coordenades                                                                      | Protecció                                  | Commons (més fotos)       | Dades a WD                    |
| ------ | -------------- | -------------- | ---------------------------------------------- | --------------------------------- | -------------------------------------------------------------------------------- | ------------------------------------------ | ------------------------- | ----------------------------- |
|        | Ivars d'Urgell | Ivars d'Urgell | entitat singular de població capital municipal | 1361 hab                          | 41° 40′ 45″ N, 0° 59′ 17″ E / 41.67904255°N,0.98799518°E 267 msnm                |                                            |                           | Modifica les dades a Wikidata |
|        | Montalé        | Ivars d'Urgell | entitat singular de població masia             | Estil: arquitectura barroca 0 hab | 41° 41′ 52″ N, 1° 00′ 16″ E / 41.6978°N,1.00455°E ca:Camí de la Fuliola 268 msnm | bé integrant del patrimoni cultural català | Masia de Montaler         | Modifica les dades a Wikidata |
|        | Vallverd       | Ivars d'Urgell | entitat singular de població                   | 219 hab                           | 41° 41′ 49″ N, 0° 57′ 04″ E / 41.69694444°N,0.95111111°E 247 msnm                |                                            | Vallverd (Ivars d'Urgell) | Modifica les dades a Wikidata |
|        | la Cendrosa    | Ivars d'Urgell | entitat singular de població                   | 11 hab                            | 41° 41′ 48″ N, 0° 55′ 16″ E / 41.696776888583°N,0.92106785487072°E 231 msnm      |                                            |                           | Modifica les dades a Wikidata |

## església
| imatge | Nom                                     | Ubicat a       | instància de | Detalls                                  | coordenades                                                                                  | Protecció                                  | Commons (més fotos)                  | Dades a WD                    |
| ------ | --------------------------------------- | -------------- | ------------ | ---------------------------------------- | -------------------------------------------------------------------------------------------- | ------------------------------------------ | ------------------------------------ | ----------------------------- |
|        | Mare de Déu de l'Horta (Ivars d'Urgell) | Ivars d'Urgell | església     |                                          | 41° 40′ 49″ N, 0° 59′ 30″ E / 41.6804°N,0.99163°E                                            | bé integrant del patrimoni cultural català | Mare de Déu d'Horta d'Ivars d'Urgell | Modifica les dades a Wikidata |
|        | Sant Andreu d'Ivars d'Urgell            | Ivars d'Urgell | església     | Estil: arquitectura barroca              | 41° 40′ 58″ N, 0° 59′ 10″ E / 41.6828°N,0.98621°E                                            | bé integrant del patrimoni cultural català | Sant Andreu d'Ivars d'Urgell         | Modifica les dades a Wikidata |
|        | Sant Miquel de Vallverd                 | Vallverd       | església     | Estil: arquitectura popular 18th century | 41° 41′ 48″ N, 0° 57′ 04″ E / 41.696579°N,0.951066°E ca:C. de Sant Miquel, Vallverd 245 msnm | bé integrant del patrimoni cultural català | Sant Miquel de Vallverd              | Modifica les dades a Wikidata |

## granja
| imatge | Nom                    | Ubicat a       | instància de | Detalls | coordenades                                                          | Protecció | Commons (més fotos) | Dades a WD                    |
| ------ | ---------------------- | -------------- | ------------ | ------- | -------------------------------------------------------------------- | --------- | ------------------- | ----------------------------- |
|        | Granges de Sant Antoni | Ivars d'Urgell | granja       |         | 41° 41′ 32″ N, 0° 56′ 51″ E / 41.6923166097261°N,0.947365920830529°E |           |                     | Modifica les dades a Wikidata |
|        | Granja Bernaus         | Ivars d'Urgell | granja       |         | 41° 40′ 27″ N, 0° 59′ 33″ E / 41.6742793698724°N,0.992374553616572°E |           |                     | Modifica les dades a Wikidata |
|        | Granja Colau           | Ivars d'Urgell | granja       |         | 41° 40′ 40″ N, 0° 59′ 49″ E / 41.6777078325001°N,0.996845079450013°E |           |                     | Modifica les dades a Wikidata |
|        | Granja Grimau          | Ivars d'Urgell | granja       |         | 41° 40′ 03″ N, 0° 59′ 24″ E / 41.6675177557638°N,0.989930168210361°E |           |                     | Modifica les dades a Wikidata |
|        | Granja Isant           | Ivars d'Urgell | granja       |         | 41° 40′ 20″ N, 0° 59′ 47″ E / 41.6722957389422°N,0.996376289009046°E |           |                     | Modifica les dades a Wikidata |
|        | Granja Solsona         | Ivars d'Urgell | granja       |         | 41° 40′ 24″ N, 0° 59′ 23″ E / 41.6732968034701°N,0.989750312718598°E |           |                     | Modifica les dades a Wikidata |
|        | Granja de l'Oromir     | Ivars d'Urgell | granja       |         | 41° 40′ 28″ N, 0° 58′ 03″ E / 41.6743642651836°N,0.96749342312292°E  |           |                     | Modifica les dades a Wikidata |
|        | Granja del Batlle      | Ivars d'Urgell | granja       |         | 41° 41′ 25″ N, 0° 58′ 18″ E / 41.6904154803306°N,0.971662178294787°E |           |                     | Modifica les dades a Wikidata |
|        | Granja del Bec         | Ivars d'Urgell | granja       |         | 41° 41′ 24″ N, 0° 58′ 11″ E / 41.690040118928°N,0.969787508769033°E  |           |                     | Modifica les dades a Wikidata |
|        | Granja del Cintet      | Ivars d'Urgell | granja       |         | 41° 41′ 00″ N, 0° 58′ 30″ E / 41.6832714647275°N,0.975130544335006°E |           |                     | Modifica les dades a Wikidata |
|        | Granja del Federico    | Ivars d'Urgell | granja       |         | 41° 40′ 17″ N, 0° 57′ 56″ E / 41.6715220112581°N,0.965672922074095°E |           |                     | Modifica les dades a Wikidata |
|        | Granja del Feló        | Ivars d'Urgell | granja       |         | 41° 41′ 12″ N, 0° 57′ 48″ E / 41.6867726941257°N,0.963281975288505°E |           |                     | Modifica les dades a Wikidata |
|        | Granja del Folguera    | Ivars d'Urgell | granja       |         | 41° 41′ 41″ N, 0° 56′ 37″ E / 41.6948319082502°N,0.943476663252109°E |           |                     | Modifica les dades a Wikidata |
|        | Granja del Folguero    | Ivars d'Urgell | granja       |         | 41° 41′ 55″ N, 0° 56′ 32″ E / 41.6985903129832°N,0.942119100421607°E |           |                     | Modifica les dades a Wikidata |
|        | Granja del Marçó       | Ivars d'Urgell | granja       |         | 41° 40′ 25″ N, 0° 59′ 18″ E / 41.6737120341755°N,0.988259828486128°E |           |                     | Modifica les dades a Wikidata |
|        | Granja del Panxeta     | Ivars d'Urgell | granja       |         | 41° 40′ 53″ N, 0° 58′ 01″ E / 41.6814514942671°N,0.966933934257818°E |           |                     | Modifica les dades a Wikidata |
|        | Granja del Paquito     | Ivars d'Urgell | granja       |         | 41° 41′ 29″ N, 0° 58′ 01″ E / 41.6914926064274°N,0.966870002502255°E |           |                     | Modifica les dades a Wikidata |
|        | Granja del Quetarró    | Ivars d'Urgell | granja       |         | 41° 41′ 11″ N, 0° 57′ 42″ E / 41.686430595631°N,0.961766860962974°E  |           |                     | Modifica les dades a Wikidata |
|        | Granja del Salgado     | Ivars d'Urgell | granja       |         | 41° 41′ 12″ N, 0° 58′ 37″ E / 41.686709372978°N,0.977029227478174°E  |           |                     | Modifica les dades a Wikidata |
|        | Granja del Secanell    | Ivars d'Urgell | granja       |         | 41° 41′ 16″ N, 0° 58′ 21″ E / 41.687847734969°N,0.972631998494253°E  |           |                     | Modifica les dades a Wikidata |
|        | Granja del Xato        | Ivars d'Urgell | granja       |         | 41° 41′ 27″ N, 0° 57′ 59″ E / 41.6907005508657°N,0.966390288241°E    |           |                     | Modifica les dades a Wikidata |
|        | Vaqueria Gómez         | Ivars d'Urgell | granja       |         | 41° 40′ 37″ N, 0° 59′ 23″ E / 41.6768631272563°N,0.989735401405189°E |           |                     | Modifica les dades a Wikidata |
|        | Vaqueria de l'Àngel    | Ivars d'Urgell | granja       |         | 41° 41′ 22″ N, 0° 58′ 06″ E / 41.6894544267821°N,0.968243904058685°E |           |                     | Modifica les dades a Wikidata |
|        | Vaqueria del Vaquer    | Ivars d'Urgell | granja       |         | 41° 41′ 20″ N, 0° 58′ 14″ E / 41.688767545852°N,0.970656602759851°E  |           |                     | Modifica les dades a Wikidata |

## masia
| imatge | Nom                  | Ubicat a                | instància de | Detalls                       | coordenades                                                                                               | Protecció                                  | Commons (més fotos)            | Dades a WD                    |
| ------ | -------------------- | ----------------------- | ------------ | ----------------------------- | --- | ------------------------------------------ | ------------------------------ | ----------------------------- |
|        | Ca l'Adan            | Ivars d'Urgell          | masia        |                               | 41° 40′ 33″ N, 0° 59′ 37″ E / 41.6758304139835°N,0.993515628963527°E                                      |                                            |                                | Modifica les dades a Wikidata |
|        | Ca l'Anglerill       | Ivars d'Urgell          | masia        |                               | 41° 40′ 36″ N, 0° 59′ 38″ E / 41.6765679339281°N,0.993973241617367°E                                      |                                            |                                | Modifica les dades a Wikidata |
|        | Ca l'Anton           | Ivars d'Urgell          | masia        |                               | 41° 41′ 55″ N, 0° 56′ 48″ E / 41.6987071280692°N,0.946633878110481°E                                      |                                            |                                | Modifica les dades a Wikidata |
|        | Ca l'Estany          | Ivars d'Urgell          | masia        |                               | 41° 40′ 28″ N, 0° 59′ 39″ E / 41.6744175884437°N,0.994100101879233°E                                      |                                            |                                | Modifica les dades a Wikidata |
|        | Cal Barato           | Ivars d'Urgell          | masia        |                               | 41° 41′ 31″ N, 0° 59′ 10″ E / 41.6919767735379°N,0.986176590091485°E                                      |                                            |                                | Modifica les dades a Wikidata |
|        | Cal Benetó           | Ivars d'Urgell          | masia        |                               | 41° 41′ 25″ N, 0° 55′ 36″ E / 41.6903939939939°N,0.926567741482518°E                                      |                                            |                                | Modifica les dades a Wikidata |
|        | Cal Caiarre          | Ivars d'Urgell          | masia        |                               | 41° 41′ 42″ N, 0° 56′ 27″ E / 41.6948994427618°N,0.940710696703973°E                                      |                                            |                                | Modifica les dades a Wikidata |
|        | Cal Colorado         | Ivars d'Urgell          | masia        |                               | 41° 42′ 16″ N, 0° 55′ 24″ E / 41.7044551951352°N,0.923195403842023°E                                      |                                            |                                | Modifica les dades a Wikidata |
|        | Cal Ferrando         | Ivars d'Urgell          | masia        |                               | 41° 40′ 40″ N, 0° 59′ 30″ E / 41.6779160088481°N,0.991744912172726°E                                      |                                            |                                | Modifica les dades a Wikidata |
|        | Cal Giribet          | Ivars d'Urgell          | masia        |                               | 41° 40′ 43″ N, 0° 59′ 31″ E / 41.6785423681636°N,0.992025771139067°E                                      |                                            |                                | Modifica les dades a Wikidata |
|        | Cal Mota             | Ivars d'Urgell          | masia        |                               | 41° 41′ 25″ N, 0° 57′ 39″ E / 41.690286237441°N,0.9609284452014°E                                         |                                            |                                | Modifica les dades a Wikidata |
|        | Cal Panxo            | Ivars d'Urgell          | masia        |                               | 41° 41′ 19″ N, 0° 58′ 18″ E / 41.688677288488°N,0.97179307178237°E                                        |                                            |                                | Modifica les dades a Wikidata |
|        | Cal Peret del Rondan | Ivars d'Urgell          | masia        |                               | 41° 40′ 42″ N, 0° 56′ 57″ E / 41.678370768209°N,0.94929137357465°E                                        |                                            |                                | Modifica les dades a Wikidata |
|        | Cal Ponces           | Ivars d'Urgell          | masia        |                               | 41° 40′ 41″ N, 0° 59′ 28″ E / 41.6781925153567°N,0.991075569272054°E                                      |                                            |                                | Modifica les dades a Wikidata |
|        | Cal Prenafeta        | Ivars d'Urgell          | masia        |                               | 41° 41′ 37″ N, 0° 56′ 57″ E / 41.6935022444045°N,0.949202758272996°E                                      |                                            |                                | Modifica les dades a Wikidata |
|        | Cal Rafelot          | Ivars d'Urgell          | masia        |                               | 41° 41′ 28″ N, 0° 58′ 06″ E / 41.6912116270333°N,0.968296732123696°E                                      |                                            |                                | Modifica les dades a Wikidata |
|        | Cal Ramiro           | Ivars d'Urgell          | masia        |                               | 41° 41′ 54″ N, 0° 56′ 45″ E / 41.6982231682651°N,0.945760005742809°E                                      |                                            |                                | Modifica les dades a Wikidata |
|        | Cal Rito             | Ivars d'Urgell          | masia        |                               | 41° 41′ 43″ N, 0° 55′ 05″ E / 41.6951570515133°N,0.918027112336621°E                                      |                                            |                                | Modifica les dades a Wikidata |
|        | Cal Rossafa          | Ivars d'Urgell          | masia        |                               | 41° 41′ 13″ N, 0° 57′ 36″ E / 41.6869588454481°N,0.960068064416475°E                                      |                                            |                                | Modifica les dades a Wikidata |
|        | Cal Sanç             | Ivars d'Urgell          | masia        |                               | 41° 41′ 52″ N, 0° 55′ 09″ E / 41.6978277725767°N,0.919286857427384°E                                      |                                            |                                | Modifica les dades a Wikidata |
|        | Cal Sinén            | Ivars d'Urgell          | masia        |                               | 41° 41′ 11″ N, 0° 56′ 32″ E / 41.6863163361567°N,0.942222074488523°E                                      |                                            |                                | Modifica les dades a Wikidata |
|        | Cal Tous             | Ivars d'Urgell          | masia        |                               | 41° 40′ 50″ N, 0° 59′ 52″ E / 41.6805598907924°N,0.997705700957002°E                                      |                                            |                                | Modifica les dades a Wikidata |
|        | Cal Valentí          | Ivars d'Urgell          | masia        |                               | 41° 41′ 23″ N, 0° 55′ 42″ E / 41.6895994589373°N,0.928455680921073°E                                      |                                            |                                | Modifica les dades a Wikidata |
|        | Cal Valeri el Sord   | Ivars d'Urgell          | masia        |                               | 41° 41′ 29″ N, 0° 55′ 11″ E / 41.6914498379714°N,0.919708776391323°E                                      |                                            |                                | Modifica les dades a Wikidata |
|        | Cal Viladot          | Ivars d'Urgell          | masia        |                               | 41° 40′ 33″ N, 0° 59′ 19″ E / 41.6757460168789°N,0.988689001730243°E                                      |                                            |                                | Modifica les dades a Wikidata |
|        | Mas de la Cendrosa   | Ivars d'Urgell          | masia        |                               | 41° 41′ 48″ N, 0° 55′ 16″ E / 41.696776888583°N,0.92106785487072°E ca:Camí de Vallverd a Linyola 231 msnm | bé integrant del patrimoni cultural català | Mas de la Cendrosa             | Modifica les dades a Wikidata |
|        | Masia Boquer         | Ivars d'Urgell          | masia        |                               | 41° 41′ 05″ N, 0° 58′ 54″ E / 41.6846575319868°N,0.981731203136727°E                                      |                                            |                                | Modifica les dades a Wikidata |
|        | Masia Llobera        | Ivars d'Urgell          | masia        |                               | 41° 40′ 54″ N, 0° 59′ 36″ E / 41.6816450530795°N,0.993310907418844°E                                      |                                            |                                | Modifica les dades a Wikidata |
|        | Masia Moreno         | Ivars d'Urgell          | masia        |                               | 41° 41′ 32″ N, 0° 55′ 25″ E / 41.692319766175°N,0.92361463367474°E                                        |                                            |                                | Modifica les dades a Wikidata |
|        | Masia Ortís          | Ivars d'Urgell          | masia        |                               | 41° 41′ 06″ N, 0° 58′ 52″ E / 41.6849268749792°N,0.981170103548945°E                                      |                                            |                                | Modifica les dades a Wikidata |
|        | Masia del Moliner    | Ivars d'Urgell          | masia        |                               | 41° 42′ 06″ N, 0° 55′ 18″ E / 41.7017975178518°N,0.921658547411691°E                                      |                                            |                                | Modifica les dades a Wikidata |
|        | Masia del Sabater    | Ivars d'Urgell          | masia        |                               | 41° 41′ 21″ N, 0° 59′ 19″ E / 41.6892373608428°N,0.988665174314413°E                                      |                                            |                                | Modifica les dades a Wikidata |
|        | Montsuar             | Ivars d'Urgell          | masia        |                               | 41° 41′ 53″ N, 0° 58′ 50″ E / 41.6981375606376°N,0.980552543098181°E                                      |                                            |                                | Modifica les dades a Wikidata |
|        | Torre Toralla        | Ivars d'Urgell Penelles | masia        | Estil: arquitectura eclèctica | 41° 42′ 39″ N, 0° 56′ 59″ E / 41.7107°N,0.94984°E                                                         | bé integrant del patrimoni cultural català | Torre Toralla (Ivars d'Urgell) | Modifica les dades a Wikidata |

## molí d'aigua
| imatge | Nom                                   | Ubicat a       | instància de | Detalls                     | coordenades                                        | Protecció                                  | Commons (més fotos)                   | Dades a WD                    |
| ------ | ------------------------------------- | -------------- | ------------ | --------------------------- | -------------------------------------------------- | ------------------------------------------ | ------------------------------------- | ----------------------------- |
|        | Molí de l'Estany                      | Ivars d'Urgell | molí d'aigua | Estil: arquitectura popular | 41° 41′ 00″ N, 0° 58′ 08″ E / 41.68332°N,0.96901°E | bé integrant del patrimoni cultural català | Molí de l'Estany                      | Modifica les dades a Wikidata |
|        | Molí del Novell i Molí de la Cendrosa | Ivars d'Urgell | molí d'aigua | Estil: arquitectura popular | 41° 42′ 06″ N, 0° 55′ 17″ E / 41.70165°N,0.92143°E | bé integrant del patrimoni cultural català | Molí del Novell i Molí de la Cendrosa | Modifica les dades a Wikidata |

## Misc
| imatge | Nom                                | Ubicat a                    | instància de                    | Detalls                                       | coordenades                                                                                          | Protecció                                            | Commons (més fotos)       | Dades a WD                    |
| ------ | ---------------------------------- | --------------------------- | ------------------------------- | --------------------------------------------- | --- | ---------------------------------------------------- | ------------------------- | ----------------------------- |
|        | Capelleta exterior                 | Ivars d'Urgell              | fornícula                       | Estil: arquitectura barroca                   | 41° 40′ 57″ N, 0° 59′ 10″ E / 41.68239°N,0.98614°E ca:C. Felip Rodés, 2                              | bé integrant del patrimoni cultural català           |                           | Modifica les dades a Wikidata |
|        | Castell de Montsuar                | Ivars d'Urgell              | castell                         |                                               | 41° 41′ 49″ N, 0° 58′ 43″ E / 41.697°N,0.978686°E ca:A Montsuar, al nord d'Ivars 259 msnm            | bé d'interès cultural bé cultural d'interès nacional | Castell de Montsuar       | Modifica les dades a Wikidata |
|        | Cementiri d'Ivars d'Urgell         | Ivars d'Urgell              | cementiri                       |                                               | |                                                      |                           | Modifica les dades a Wikidata |
|        | LV-3333                            | Ivars d'Urgell              | carretera                       |                                               | 41° 41′ 46″ N, 0° 57′ 03″ E / 41.696°N,0.950699°E                                                    |                                                      |                           | Modifica les dades a Wikidata |
|        | Lo Tossal                          | Ivars d'Urgell              | muntanya                        |                                               | 41° 40′ 47″ N, 0° 57′ 59″ E / 41.67963333°N,0.96637222°E 256 msnm                                    |                                                      |                           | Modifica les dades a Wikidata |
|        | Silo de Ibars d'Urgel              | Ivars d'Urgell              | vèrtex geodèsic                 |                                               | 41° 40′ 47″ N, 0° 59′ 04″ E / 41.679713°N,0.984539°E 301.433 msnm                                    |                                                      |                           | Modifica les dades a Wikidata |
|        | canal auxiliar d'Urgell            | Noguera Pla d'Urgell Segrià | canal de reg                    | Desemboca: canal d'Urgell                     | 41° 42′ 28″ N, 0° 55′ 39″ E / 41.707651°N,0.927486°E                                                 |                                                      |                           | Modifica les dades a Wikidata |
|        | casa consistorial d'Ivars d'Urgell | Ivars d'Urgell              | casa consistorial               |                                               | 41° 40′ 55″ N, 0° 59′ 12″ E / 41.6819566°N,0.9868032°E                                               |                                                      |                           | Modifica les dades a Wikidata |
|        | creu de terme de Vallverd          | Vallverd                    | creu de terme                   | Estil: arquitectura popular                   | 41° 41′ 38″ N, 0° 56′ 57″ E / 41.693758°N,0.949129°E ca:Davant de la masia de cal Prenafeta 244 msnm | bé integrant del patrimoni cultural català           | Creu de terme de Vallverd | Modifica les dades a Wikidata |
|        | estany d'Ivars i Vila-sana         | Ivars d'Urgell Vila-sana    | llac zona humida àrea protegida | Llarg: 1.82km Ample: 722m Superfície: 1.06km² | 41° 40′ 57″ N, 0° 56′ 55″ E / 41.68261°N,0.948504°E plana d'Urgell 231 msnm                          |                                                      | Estany d'Ivars            | Modifica les dades a Wikidata |